# Dánielfy Gergely

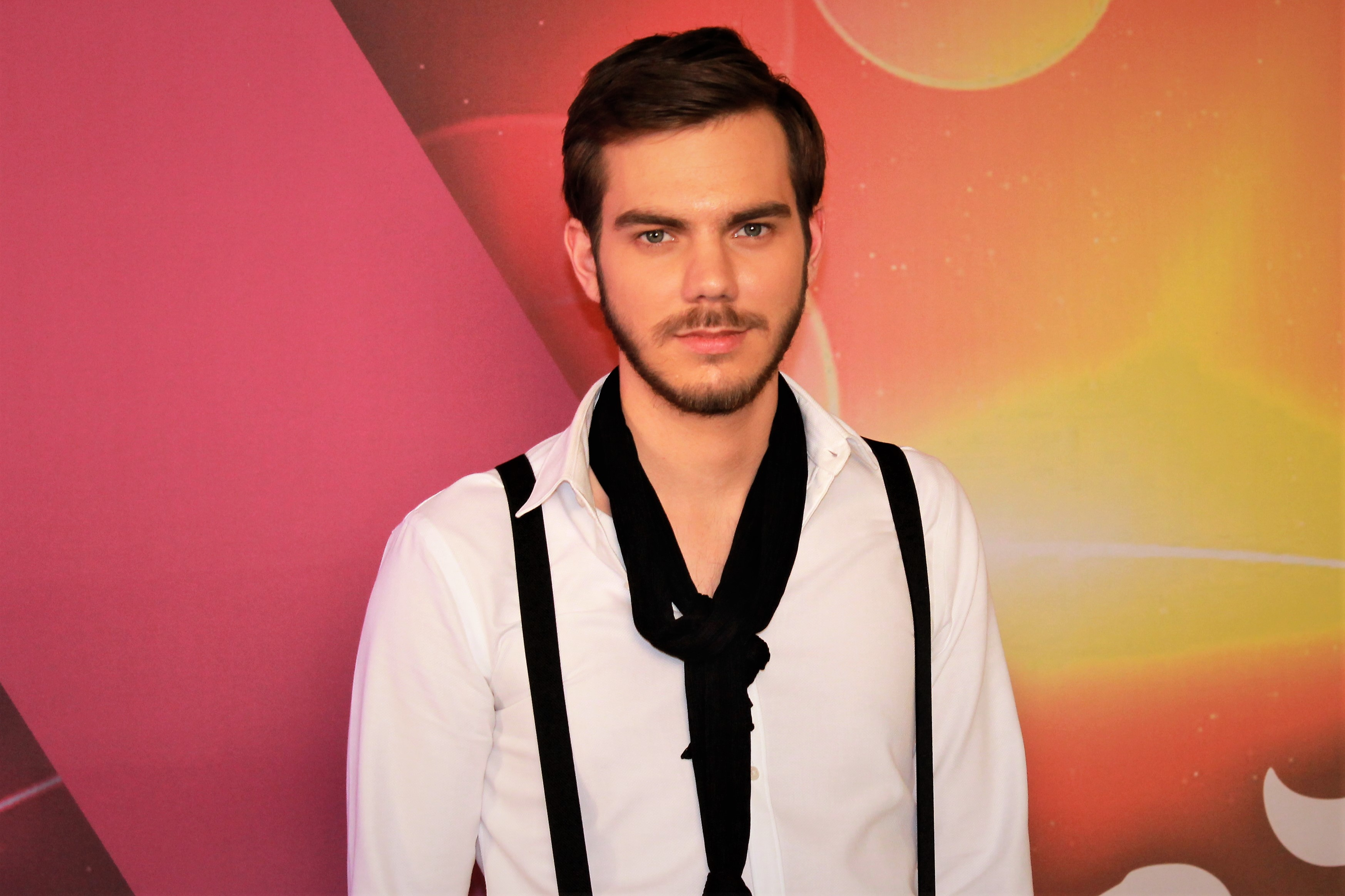
Dánielfy Gergely a 2018-as Eurovíziós Dalfesztivál magyarországi előválogatóján

Dánielfy Gergely vagy Dánielfy Gergő (Debrecen, 1997. június 22. –) magyar színész, énekes, előadó, a 2018-as Eurovíziós Dalfesztivál magyarországi előválogatójában Az Év Felfedezettje díj nyertese, az X-Faktor 2016-os szériájának kilencedik helyezettje. 2017-2022 között a Kaposvári Egyetem színművész szakának hallgatója.

## Életpályája
Édesapja Dánielfy Zsolt színművész. Gyermekkorában kosárlabdázott, nyolc évesen a Ziccer Tigrisekben játszott, majd a Debreceni Sportiskola igazolt sportolója volt.
Az általános iskolát követően tanulmányait éveit a Debreceni Ady Endre Gimnázium dráma tagozatán folytatta, ekkor kezdett nála a háttérbe szorulni a sport és előtérbe kerülni a művészet. A színészetbe végül a gimnázium ötödik évfolyamán szeretett bele. Az éneklés világába 15 évesen vetette bele magát, ugyanis ekkor elindult az TV2 Megasztár című tehetségkutató műsorában. Az éneklés és a kosárlabdázás mellett megtanult gitározni, zongorázni, szaxofonozni, sőt klarinéton is tud játszani.
2013-ban elindult az RTL Klub X-Faktorában, majd legközelebb csak három évvel később próbálkozott megint a zenei karrierrel. 2016-ban ugyanebben a műsorban egészen az élő adásokig jutott, ahol végül a kilencedik helyen végzett. 2017 szeptembere óta a Kaposvári Egyetem művészeti szakának hallgatója.
2017. december 6-án bejelentették, hogy a 2018-as Eurovíziós Dalfesztivál magyarországi előválogatójába bejutott az Azt mondtad című dala. Először 2018. január 27-én, a nemzeti dalválasztó második válogatójában lépett színpadra, ahol a zsűri és a nézők szavazatai alapján holtversenyben az első helyen végzett, és továbbjutott az elődöntőbe. 2018. február 10-én, a műsor első elődöntőjéből a zsűri és a nézők szavazatai alapján 47 ponttal az első helyen végzett, és továbbjutott a műsor döntőjébe. Február 24-én a döntőben a zsűri pontozásán 36 pontot szerzett, így az első helyett jutott be a négyes szuperfináléba. A nézői szavazásnak köszönhetően a versenyt az AWS zenekar nyerte meg.
2017-től a Kaposvári Egyetem Rippl-Rónai Művészeti Karán Bozsik Yvette és Bakos-Kiss Gábor színész osztályának hallgatója. Egyetemi gyakorlatát a Déryné Program társulatánál töltötte, melynek 2022-2023 között tagja volt.
2021 óta az M2 Petőfi Friss című műsorának egyik házigazdája.

## Film- és sorozatszerepei
- Az 5. íz (2014) – Csótány
- A mi kis falunk (2025) – Fiatal rendőr

## Díjak, elismerések
- A 2018-as Eurovíziós Dalfesztivál magyarországi előválogatójában Az Év Felfedezettje díj nyertese

## Diszkográfia
Nagylemezek
- Azt mondtad (2018)

### Kislemezek
- Azt mondtad (2018)
- Ne félj (2018)